# آبشار فرگوسن
آبشار فرگوسن (به انگلیسی: Ferguson Falls) آبشاری است که در همیلتون (انتاریو)، کانادا واقع شده و ارتفاع کلی ریزشگاه آن ۱۵ متر (۴۹ فوت) است.